# جيابق
الجيابق (الاسم العلمي: Japygoidea) هي فوق فصيلة من الحيوانات يتبع رتيبة منفرقات الذنب من رتبة ثنائيات الذنب.

## التصنيف
- الجيبقية
  - الجيبقاوات
    - الجيبق